# Prionus californicus
Espèce
Prionus californicus est une espèce d'insectes de l'ordre des coléoptères et de la famille des cérambycidés.